# Campylotropis capillipes
Campylotropis capillipes är en ärtväxtart som först beskrevs av Adrien René Franchet, och fick sitt nu gällande namn av Anton Karl Schindler. Campylotropis capillipes ingår i släktet Campylotropis och familjen ärtväxter. Inga underarter finns listade i Catalogue of Life.